# Onésimo Sánchez
Onésimo Sánchez González (Valladolid, 14 de agosto de 1968) es un exfutbolista y entrenador de fútbol español. Jugaba de extremo derecho y su primer equipo fue el Real Valladolid, al que llegó desde las categorías inferiores. Desde 2008, es comentarista del programa Tablero deportivo de Radio Nacional de España. Actualmente está sin equipo tras abandonar la disciplina del UD Ibiza.

## Biografía

### Futbolista
Conocido por su habilidad para el regate, pasó por el Cádiz CF y FC Barcelona para regresar al Real Valladolid. Seguidamente fichó por el Rayo Vallecano, en el que jugaría hasta la temporada 95-96, Sevilla FC, Burgos CF y CF Palencia, retirándose del fútbol en activo a los 33 años, una entrada del lateral derecho (2) de la Arandina C. F. acabó con su carrera por un malentendido.
Llegó a disputar un partido con la Selección Española Sub-21. Fue 18 de febrero de 1987 en un partido amistoso contra Inglaterra, disputado en Burgos en el estadio El Plantío que terminó con derrota por 1-2. Entró en el minuto 71 con un momentáneo 1-0 a favor de España. 
También jugó un partido con la selección autonómica de Castilla y León.

### Entrenador
Comienza su carrera como entrenador en el Real Valladolid "B", al que mantendría en Segunda División B.
En 2008, fue contratado como nuevo entrenador de la Sociedad Deportiva Huesca junto con Carlos Hugo García Bayón, haciendo ascender al equipo a Segunda División. A pesar de ese logro, no continuó dirigiendo al conjunto oscense.
En 2009, regresó al Real Valladolid "B". Posteriormente, sustituyó en el primer equipo del Real Valladolid a José Luis Mendilibar, que fue destituido el 1 de febrero de 2010. Sin embargo, el 5 de abril de 2010, el Valladolid decidió prescindir de sus servicios, después de que no lograra enderezar el rumbo del equipo pucelano.
Volvió a entrenar al Huesca en la temporada 2010-11, logrando la salvación y volviendo a abandonar el club.
Ha ejercido como comentarista deportivo en la radio, concretamente en el Tablero deportivo de Chema Abad en Radio Nacional de España.
También fue colaborador del programa de televisión deportivo Futboleros en Marca TV.
El 4 de febrero de 2013, el Real Murcia decidió hacerse con sus servicios como sustituto de Gustavo Siviero para el resto de la temporada 2012-13. Onésimo no pudo cambiar la tendencia negativa del conjunto pimentonero, que terminó descendiendo a Segunda B, pero el descenso administrativo del Guadalajara le dio la oportunidad al Murcia de salvarse en la última jornada.
El 6 de julio de 2015, el CD Toledo hizo pública su contratación por dos temporadas. En la primera temporada clasificó al equipo en las eliminatorias para subir a la Segunda División de España. En primera ronda eliminaría al Real Murcia, pero caería ante el Hércules en la segunda de las tres rondas de los "play-off". El 23 de enero de 2018, se desvinculó del club.
En julio de 2018 ficha como segundo entrenador del Girona FC por una temporada, junto a Eusebio Sacristán. Tras el descenso del club catalán a la Segunda División, Eusebio Sacristán abandonaría lo que le quedaba de contrato junto a su cuerpo técnico.
En enero de 2020, se convierte en entrenador del Real Club Celta de Vigo "B" del Grupo I de la Segunda División B. Onésimo llegó al club gallego en la jornada 23 cuando el equipo se encontraba en posiciones de descenso, logrando la permanencia y finalizar en la decimocuarta posición. En su segunda temporada en el club gallego, Onésimo llevó al equipo a disputar la fase de ascenso a Segunda División. En la temporada 2021-22 y última temporada a cargo  del Real Club Celta de Vigo "B", terminó en la 6.ª posición a un punto de disputar la fase de ascenso.
El 19 de diciembre de 2022, firma como entrenador del Atlético Baleares de la Primera Federación. El 15 de febrero de 2023, el Atlético Baleares confirma su destitución.
El 2 de mayo de 2024, fue anunciado como nuevo entrenador de la UD Ibiza de la Primera Federación.

## Clubes

### Como jugador
| Club                      | País          | Año           | PJ  | G  |
| ------------------------- | ------------- | ------------- | --- | -- |
| Real Valladolid Promesas  | España        | 1985-1986     | 2   | 0  |
| Real Valladolid Deportivo | España        | 1986-1988     | 39  | 2  |
| Cádiz C. F.               | España        | 1988-1989     | 22  | 3  |
| Barcelona Atlético        | España        | 1989-1990     | 18  | 4  |
| F. C. Barcelona           | España        | 1989-1990     | 3   | 0  |
| Real Valladolid Deportivo | España        | 1990-1993     | 118 | 13 |
| Rayo Vallecano de Madrid  | España        | 1993-1996     | 120 | 18 |
| Sevilla F. C.             | España        | 1996-1997     | 26  | 1  |
| Rayo Vallecano de Madrid  | España        | 1997-1998     | 39  | 5  |
| Burgos C. F.              | España        | 1998-1999     | 21  | 2  |
| C. F. Palencia            | España        | 2000-2002     | 1   | 0  |
| Total carrera             | Total carrera | Total carrera | 409 | 48 |

### Como entrenador
- Actualizado a 12 de febrero de 2023 [18]

| Club                          | País   | Año       | P   | PG  | PE | PP  | % v.  |
| ----------------------------- | ------ | --------- | --- | --- | -- | --- | ----- |
| Real Valladolid C. F. "B"     | España | 2006-2007 | 52  | 16  | 11 | 25  | 30.77 |
| S. D. Huesca                  | España | 2008      | 11  | 4   | 4  | 3   | 36.36 |
| Real Valladolid C. F. "B"     | España | 2009-2010 | 38  | 26  | 7  | 5   | 68.42 |
| Real Valladolid C. F.         | España | 2010      | 10  | 1   | 3  | 6   | 10    |
| S. D. Huesca                  | España | 2010-2011 | 45  | 16  | 13 | 16  | 38.1  |
| Real Murcia C. F.             | España | 2012-2014 | 18  | 5   | 5  | 8   | 27.78 |
| C. D. Toledo                  | España | 2015-2018 | 110 | 45  | 28 | 37  | 40.91 |
| Girona F. C. (2.º entrenador) | España | 2018-2019 | 44  | 10  | 13 | 21  | 22.73 |
| R. C. Celta de Vigo "B"       | España | 2020-2022 | 36  | 18  | 6  | 12  | 50    |
| C. D. Atlético Baleares       | España | 2023      | 6   | 1   | 2  | 3   | 16.67 |
| UD Ibiza                      | España | 2024      | 4   | 1   | 2  | 1   | 25    |
| Total                         | Total  | Total     | 370 | 142 | 92 | 136 | 38.38 |

## Palmarés

### Campeonatos nacionales
| Título       | Club            | País   | Año     |
| ------------ | --------------- | ------ | ------- |
| Copa del Rey | F. C. Barcelona | España | 1989-90 |